# Мізюк Богдан Михайлович
Богдан Михайлович Мізюк (нар. 27 березня 1948, Залужжя, Збаразький район, Тернопільська область — пом. 12 березня 2025, Львів) — український науковець у галузі економіки, галузевого менеджменту і системного управління підприємствами; доктор економічних наук (2003), професор (2004).

## Біографія
- 1970 — закінчив Львівський державний університет ім. Івана Франка (механіко-математичний факультет, спеціальність «Математика»)
- 1974 — почав працювати у Львівському торговельно-економічному інституті
- 1986 — захистив дисертацію на здобуття вченого ступеня кандидата економічних наук
- 1988 — завідувач кафедри економічної інформатики та автоматизованих систем управління Львівського торговельно-економічного інституту
- 1991 — отримав диплом доцента
- 1993 — декан факультету менеджменту Львівської комерційної академії
- 2003 — захистив дисертацію на здобуття вченого ступеня доктора економічних наук
- 2004 — отримав диплом професора
- 2010 — завідувач кафедри інформаційних систем у менеджменті Львівської комерційної академії
- 2016 — завідувач кафедри туризму та готельно-ресторанної справи Львівського торговельно-економічного університету

## Окремі публікації
- Системні основи теорії та інструментарій менеджменту підприємства / Б. М. Мізюк. — Львів: Коопосвіта, 2000.
- Системне управління / Б. М. Мізюк. — Львів: Коопосвіта, 2004.
- Економічний потенціал торговельного підприємства: структура, оптимізація, стратегічне управління / Б. М. Мізюк, О. О. Ільчук, С. Т. Дуда. — Львів: ЛКА, 2011.
- Сучасна логістика: моделювання інформаційних потоків у торговельних мережах / Б. М. Мізюк, Н. І. Бойко. — Львів: ЛКА, 2011.
- Економічна безпека підприємств ритейлу: оцінювання та механізм забезпечення / Б. М. Мізюк, В. І. Ящук, Л. В. Ноздріна. — Львів: ЛКА, 2012.
- Стратегія інноваційного розвитку оптових сільськогосподарських ринків: механізм формування та реалізації на основі системної моделі стратегічного управління / Б. М. Мізюк, К. Б. Харук. — Львів: СПОЛОМ, 2013.
- Конкурентні стратегії торговельних підприємств / Б. М. Мізюк, І. І. Тучковська. — Львів: ЛКА, 2013.